# Artmeter
Artmeter（アートメーター）は、株式会社PIXISが運営する絵画の測り売りをするインターネット通信販売サービスである。

## サービス概要
Artmeter（アートメーター）は国内最大級のインディーズアート専門マーケットプレイス。アーティスト自身が出品した絵画をユーザーが直接購入できるオンラインギャラリーサイトとなっている。
アーティストが描画面積に応じて販売価格を決めて販売する点や、アーティストやユーザーが掲示板を通して交流できるコミュニティ機能を備えている点も特徴的。尚、出品は無料で、出品の方法や作品が売れた場合の販売手数料などのルールが決まっている。
2005年のサービス開始以来、2022年12月現在までに延べ1万4000人以上のアーティストが参加、15万点以上の作品が出品されている。

## 沿革
- 2005年(平成17年) - カヤックがサービスを開始[1]。
- 2007年(平成19年)4月 - 自由が丘に実店舗を開店[1]。
- 2011年(平成23年)4月10日 - 自由が丘の実店舗を閉店[2]。
- 2014年(平成26年)3月31日 - 株式会社東急ハンズに営業譲渡[3][4][5]。
- 2017年(平成29年)3月31日 - 運営会社が株式会社東急ハンズから､thisis株式会社に変更[6]。
- 2022年(令和4年)7月20日 - 運営会社がthisis株式会社から、株式会社PIXISに変更[7]。
- 2022年(令和4年)11月22日 - サイトリニューアルを実施[8]。